# 1784 a tudományban
Az 1784. év a tudományban és a technikában.

## Díjak
- Copley-érem: Edward Waring

## Születések
- március 12. - William Buckland geológus, paleontológus († 1856)
- július 22. - Friedrich Bessel matematikus († 1846)

## Halálozások
- május 12. - Abraham Trembley természettudós (* 1710)
- szeptember 1. - Jean-François Séguier csillagász és botanikus (* 1703)
- szeptember 4. - César-François Cassini de Thury csillagász (* 1714)